# 肖桂云
肖桂云（1941年—），黑龙江哈尔滨人，中国电影导演，长春电影制片厂一级导演。代表作电影《开国大典》、《决战之后》、《七七事变》、《重庆谈判》。丈夫是导演李前宽。

## 外部連結
- 肖桂云在互联网电影资料库（IMDb）上的資料（英文）
- 肖桂云在豆瓣上的资料（简体中文）